# Jacobo Díaz (tennista)
Jacobo Díaz, noto anche come Jacobo Díaz-Ruiz (Madrid, 11 luglio 1976), è un ex tennista spagnolo.
Nel giugno 2001 ha raggiunto la 68ª posizione del ranking ATP in singolare, specialità in cui ha vinto tre titoli nel circuito Challenger e due nel circuito ITF. Il suo miglior risultato nel circuito maggiore sono stati i quarti di finale raggiunti agli Internazionali d'Italia 2001, mentre nelle prove del Grande Slam si è spinto fino al terzo turno del Roland Garros 2001. Tra gli juniores ha vinto il torneo di singolare al Roland Garros 1994.

## Carriera

### Juniores
Fa la sua prima apparizione nell'ITF Junior Circuit nel 1992 e al suo secondo impegno, nel giugno 1994, trionfa nel torneo juniores di singolare al Roland Garros con il successo in finale su Giorgio Galimberti. Gioca solo altri 4 tornei di categoria, vince un torneo svizzero di Grade B1 in doppio, mentre con Carlos Moyá guida la Spagna alla conquista della Sunshine Cup. Chiude l'esperienza raggiungendo i quarti di finale al prestigioso Orange Bowl nel dicembre 1994. Il successo parigino gli vale a fine anno il 10º posto nella classifica mondiale di categoria, nonché la spilla d'oro e diamanti, premio annuale riservato ai migliori 7 sportivi della regione di Madrid.

### 1994-1996, inizi tra i professionisti e top 200
Inizia a giocare tra i professionisti nel 1994 nei tornei Satellite spagnoli e a ottobre esordisce nel circuito maggiore con una sconfitta all'Athens Open. Nel 1995 continua a giocare soprattutto nei tornei Satellite e vince il circuito cileno. Nell'aprile 1996 vince i primi incontri nel circuito Challenger a Praga ed esce di scena in semifinale. Nel corso della stagione esordisce al Roland Garros con una sconfitta in 4 set contro il nº 3 del mondo Andre Agassi, vince il primo incontro nel circuito maggiore a Bologna e disputa la prima finale Challenger a Tampere, persa contro Attila Sávolt. Ottiene altri buoni risultati nei Challenger e a settembre sale al 142º posto mondiale. In quei primi anni subisce solo sconfitte in doppio e nel prosieguo della carriera giocherà raramente in questa specialità.

### 1997-1998, primi quarti di finale ATP e top 100
Nel maggio 1997 disputa il suo primo torneo ATP Super 9 ad Amburgo, si spinge fino al terzo turno eliminando il nº 17 del mondo Marc Rosset e Paul Haarhuis e viene sconfitto dal futuro vincitore Andrij Medvedjev. A settembre raggiunge per la prima volta i quarti di finale in un torneo ATP a Bournemouth grazie al successo sul nº 1 francese Cedric Pioline e viene eliminato da Marcos Ondruska. A ottobre sale al 110º posto mondiale. Nel 1998 perde al primo turno nella sua prima apparizione agli Australian Open. Torna a disputare un quarto di finale ATP a Praga e perde contro Slava Dosedel dopo il successo su Marcelo Filippini, a fine torneo fa il suo ingresso nella top 100, alla 100ª posizione. Con i risultati negativi della seconda parte della stagione perde molte posizioni in classifica.

### 1999-2000, primi titoli Challenger e 84º nel ranking
Nel 1999 è impegnato soprattutto nei Challenger e ad aprile vince il primo titolo di categoria battendo Guillermo Cañas per 6-7, 6-0, 6-3 nella finale di Barletta. Nei mesi successivi perderà le finali a Nizza contro Gastón Gaudio e a Siviglia contro Sebastián Prieto. Fa il suo debutto agli US Open e perde al primo turno in 5 set contro Cristiano Caratti. A ottobre rientra nella top 100 e nel gennaio del 2000 sale all'84º posto mondiale. Anche nella nuova stagione consegue i migliori risultati nei Challenger, a luglio perde la finale a Venezia contro Agustín Calleri e ad agosto si impone nella finale di Kiev sul greco Solon Peppas. Nei rari tornei ATP disputati raggiunge il secondo turno solo una volta.

### 2001, quarti a Roma, terzo turno al Roland Garros e 68º nel ranking
Tra il maggio e il giugno 2002 consegue i suoi risultati più prestigiosi in carriera. Si spinge per la prima volta fino ai quarti di finale in un ATP Super 9 agli Internazionali d'Italia, dove elimina tra gli altri il nº 6 mondiale Yevgeny Kafelnikov, sconfitto al terzo set, ed esce di scena per mano di Nicolas Lapentti dopo aver vinto il primo set. Subito dopo conquista il suo ultimo titolo Challenger in carriera a Zagabria battendo in finale Albert Montañés. Vince il suo primo match in una prova del Grande Slam Juan sconfiggendo Michail Južnyj al primo turno del Roland Garros, supera quindi Fernando Gonzalez e al terzo turno cede in 4 set al nº 4 del mondo Juan Carlos Ferrero, reduce dal trionfo a Roma. A fine giugno sale al 68º posto mondiale, che resterà il suo miglior ranking in carriera. Esce al primo turno al suo esordio assoluto a Wimbledon. Torna a giocare con maggiore continuità nei tornei ATP senza ottenere grandi risultati.

### 2002-2004, ultimi anni, ritiro e dopo-carriera
Nel marzo 2002, quando era all'85ª posizione mondiale, inizia un periodo di 6 mesi lontano dalle competizioni, quando rientra a settembre si trova al 373º posto mondiale e il mese successivo esce dalla top 400. Continuerà a scendere nelle due stagioni successive, inizia a giocare i tornei del circuito ITF Futures e nel giugno 2004 vince quello dello Spain F12 a Maspalomas. Il mese successivo vince l'ultimo torneo disputato in carriera allo Spain F15 di Gandia e si ritira prima di aver compiuto 28 anni. Tra le sue attività del dopo carriera vi sono quella di tecnico nella Jacobo Díaz Tennis Academy da lui fondata e quella di commentatore televisivo per l'emittente spagnola Canal+.

## Statistiche

### Tornei minori

#### Singolare

##### Vittorie (5)
| Legenda tornei minori |
| Challenger (3)        |
| Futures (2)           |

| N. | Data           | Torneo                             | Superficie  | Avversario in finale | Punteggio        |
| 1. | 4 aprile 1999  | Open Città della Disfida, Barletta | Terra rossa | Guillermo Cañas      | 6(6)–7, 6–0, 6–3 |
| 2. | 20 agosto 2000 | Kiev Challenger, Kiev              | Terra rossa | Solon Peppas         | 6–1, 6–3         |
| 3. | 20 maggio 2001 | Zagreb Open, Zagabria              | Terra rossa | Albert Montañés      | 7–6(5), 3–6, 6–2 |
| 4. | 27 giugno 2004 | Spain F12, Maspalomas              | Terra rossa | Juan Giner           | 6–3, 7–5         |
| 5. | 25 luglio 2004 | Spain F15, Gandia                  | Terra rossa | Hector Ruiz-Cadenas  | 6–4, 7–5         |

##### Finali perse (4)
| Legenda tornei minori |
| Challenger (4)        |
| Futures (0)           |

| N. | Data              | Torneo                     | Superficie  | Avversario in finale | Punteggio     |
| 1. | 21 luglio 1996    | Tampere Open, Tampere      | Terra rossa | Attila Sávolt        | 6–7, 6–1, 4–6 |
| 2. | 18 aprile 1999    | Nice Challenger, Nizza     | Terra rossa | Gastón Gaudio        | 2–6, 3–6      |
| 3. | 26 settembre 1999 | Copa Sevilla, Siviglia     | Terra rossa | Sebastián Prieto     | 6–4, 2–6, 1–6 |
| 4. | 9 luglio 2000     | Venice Challenger, Venezia | Terra rossa | Agustín Calleri      | 0–6, 1–6      |

### Grande Slam juniores

#### Singolare

##### Vittorie (1)
| N. | Data          | Torneo        | Superficie  | Avversario in finale | Punteggio |
| 1. | 5 giugno 1994 | Roland Garros | Terra rossa | Giorgio Galimberti   | 6–3, 7–6  |

## Vittorie su giocatori top 10
| #    | Giocatore          | Rank | Evento                        | Superficie  | Turno | Punteggio        |
| ---- | ------------------ | ---- | ----------------------------- | ----------- | ----- | ---------------- |
| 2001 |                    |      |                               |             |       |                  |
| 1.   | Yevgeny Kafelnikov | 6    | Internazionali d'Italia, Roma | Terra rossa | 2T    | 7–6(3), 1–6, 7–5 |